# Микитівський ртутний комбінат
Мики́тівський рту́тний комбіна́т — підприємство кольорової металургії України на базі Микитівського родовища ртуті.

## Історія
Підприємство утворено у 1927 р. в місті Горлівці Донецької області на основі микитівських ртутних і вуглевидобувних підприємств (в основному колишніх «Ртутное и угольное дело А. Ауэрбаха и Ко») разом з частиною вугільних.
У 1934 збудовано збагачувальну фабрику, 1936 — цех ретортних обертових печей на металургійному заводі.
У 1941 введено в дію першу трубчасту обертову піч.
Під час Німецько-радянської війни 1941—45 рр. завод було зруйновано.
У 1957 р. почалася реконструкція комбінату і його розширення, організовано видобуток руд найдешевшим — відкритим способом. У 1960-х роках вітчизняна ртутна промисловість, в основному «Микитівський ртутний комбінат», повністю задовольняли потреби СРСР у чистій ртуті, при цьому експортували її у Велику Британію, Францію, ФРН, Швейцарію, Голландію, Японію. «Микитівський ртутний комбінат» випередив США за виробництвом ртуті.
У 1980-і роки в складі Микитівського ртутного комбінату був рудник, металургійне виробництво, допоміжні цехи, 3 кар'єри по видобуванню ртутних руд. Тут було вперше у світі розроблено і впроваджено нову технологію одержання ртуті високої чистоти з повною механізацією всіх процесів та випалювання ртутної руди у печах киплячого шару.
У 1990 року завод припинив свою роботу. Наприкінці XX ст. «Микитівський ртутний комбінат» визнано банкрутом, працювала ліквідаційна комісія.
У 2001 р. завод знову відновив свою роботу. Було відкрито ВАТ «Микитртуть», яке спеціалізується на виробництві металічної ртуті марок: Р-0, Р-1, Р-2.
Війна Росії проти України 2014—… рр. фактично припинила видобуток ртуті. Збройними силами РФ демонтуються і вивозяться на металобрухт підприємства окупованих районів, зокрема Микитівський ртутний комбінат.